# Iniciador
Em genética, iniciadores (português brasileiro) ou primers (português europeu)  são segmentos de ácidos nucléicos, com 1 a 60 ribonucleotídeos necessários à iniciação da replicação do DNA.
As enzimas de síntese de DNA (DNA Polimerase) não são capazes de iniciar a produção de uma nova fita usando apenas o molde de DNA, dessa forma, é aderido a este molde um pequeno segmento de RNA, o chamado primer-iniciador, que foi sintetizado por uma RNA Polimerase (primase). A partir disso, é capaz de disponibilizar uma extremidade 3' livre para que a DNA Polimerase dê continuidade ao processo e, consequentemente, o primer acaba sendo retirado e substituído por DNA.
Os iniciadores são necessários para o início da replicação do DNA, uma vez que a DNA polimerase III necessita de uma extremidade 3' (grupo hidroxilo) livre para iniciar a síntese de DNA. Para iniciar essa polimerização, é preciso que uma enzima adicione primeiro ribonucleotídeos, catalisando a síntese de um fragmento de RNA sobre a cadeia molde de DNA, que acaba atuando como iniciador para a polimerase III do DNA adicionar desoxirribonucleotídeos. Durante a replicação do DNA em células, os iniciadores são produzidos por ação da RNA primase, uma RNA polimerase. Portanto, os iniciadores são da mesma natureza que o RNA. O fragmento de RNA iniciador de uma cadeia de DNA, que em bactéria tem cerca de 5 a 10 nucleotídeos, é chamado de primer de RNA e a enzima que catalisa sua síntese é denominada primase do DNA. A primase do DNA atua no início da replicação, sintetizando o primer necessário para começar a síntese da cadeia leading, e também durante todo o processo, sintetizando os primers necessários para o início da síntese de cada fragmento de Okazaki.

## PCR
PCR é reação em cadeia da polimerase que também utiliza iniciadores, porém, neste caso eles são feitos de DNA, porque este é um ácido nucleico menos lábil que o RNA. Os primers de PCR são pedaços curtos de DNA de fita simples, onde dois primers são usados para cada reação de PCR, e eles são projetados de modo que englobem a região de interesse (região para ser copiada), ligando as fitas opostas do DNA molde, bem nas extremidades da região a ser copiada. Os primers se ligam ao molde por pareamento de bases complementares. Ou seja, os iniciadores são sintetizados quimicamente de modo a possuir uma sequência nucleotídica específica, previamente determinada de acordo com o trecho de DNA que se deseje amplificar. Geralmente têm comprimento entre 15 e 30 nucleotídeos [1].  
A técnica da PCR proporciona fazer uma ampliação do genoma, mesmo que em uma baixa quantia de material genético, tal podemos citar por exemplo um fio de cabelo ou até mesmo uma gota de sangue. Para esse procedimento, eleva-se a temperatura da fita em torno de 96ºC para que ocorra a desnaturação, ou seja, para que a fita se abra. Logo após a desnaturação, ocorre o anelamento, momento em que a fita será submetida em torno de 55ºC para que assim os primers possam se ligar a ela, fazendo a iniciação da síntese da nova fita. Após os primers se ligarem, a fita é submetida  aproximadamente a 72ºC para que possa ocorrer a extensão, onde a TAQ Polimerase irá iniciar a síntese da nova fita, assim, produzindo milhões de cópias da fita molde. Este método é de supra importância para o diagnóstico de doenças e também é utilizado severamente para a produção de alimentos transgênicos.  
A PCR depende de uma DNA polimerase termoestável, a Taq polimerase, e requer primers de DNA projetados especificamente para a região de interesse do DNA. Assim, a Taq polimerase consegue fabricar DNA somente quando lhe é dado um primer, uma sequência curta de nucleotídeos que fornece um ponto de partida para a síntese de DNA.
A PCR é realizada in vitro (isto é, em tubo de ensaio, ao invés de organismos), com intuito de realizar uma analise de forma detalhada. A reação é repetida ciclicamente através de uma série de alterações de temperatura, o que possibilita a produção de muitas cópias da região de interesse.